# Prionus plumicornis
Prionus plumicornis är en skalbaggsart som beskrevs av Pu 1987. Prionus plumicornis ingår i släktet Prionus och familjen långhorningar. Inga underarter finns listade i Catalogue of Life.